# Smaragdus
Smaragdus (auch Smaragdos, Smaracdus) war ein oströmischer Patricius und Exarch von Ravenna von 584/585 bis 589/590 sowie von 603 bis 608 (?).

## Leben
Der kaiserliche Hofbeamte (praepositus sacri cubiculi) und Eunuch Smaragdus ersetzte im Jahr 584/585 im Auftrag des Kaisers Maurikios seinen Vorgänger Decius. In dieser Zeit gelang es den oströmischen Truppen in Italien in Verbindung mit dem langobardischen Herzog Droctulft, der sich gegen den neuen König Authari empörte, Vorteile über die Langobarden zu erkämpfen, die zum Abschluss eines dreijährigen Waffenstillstandes führten (wahrscheinlich Ende 585). Papst Pelagius II. führt in einem Brief diesen Erfolg auf die Bemühungen des Smaragdus, den er Exarchus und Chartularius nennt, zurück.

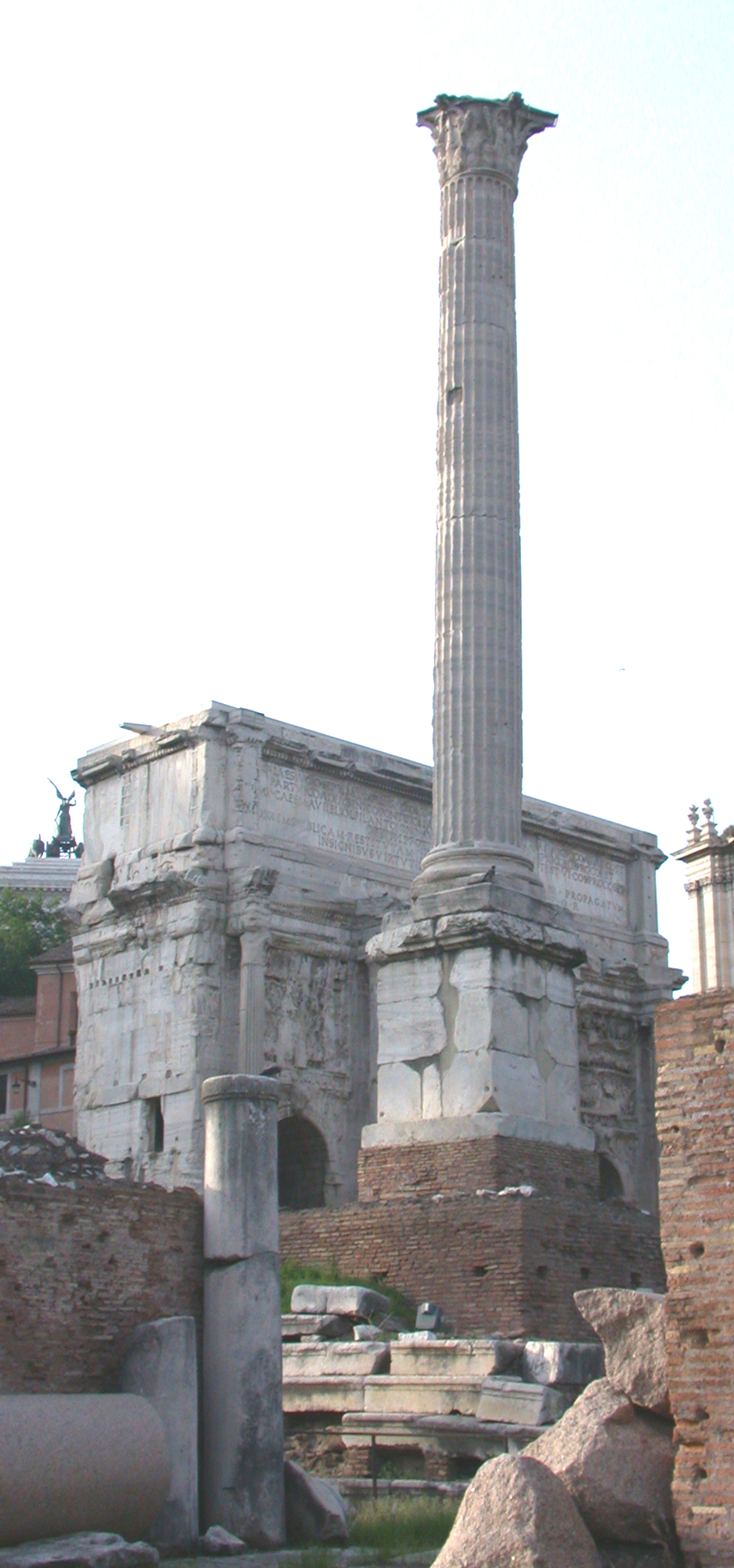
Smaragdus ließ die von einer vergoldeten Statue des Kaisers gekrönte Phokas-Säule 608 errichten.

Gleich nach dem Abschluss des Waffenstillstandes begannen die Unterhandlungen zur Beseitigung des infolge des Dreikapitelstreits entstandenen Zerwürfnisses zwischen den Bischöfen Italiens. Allein: sie führten zu nichts. Da schritt Smaragdus ein, indem er den neuen Patriarchen Severus von Aquileia und die Bischöfe Johannes von Parenzo, Severus von Triest, Vindemius von Pago und den defensor ecclesiae (Verteidiger der Kirche) Antonius von Grado aus Grado fortschleppen ließ, ein Jahr lang in Ravenna festhielt und zur Wiedervereinigung mit der römischen Kirche zwang. Vielleicht haben diese Ereignisse und die Klagen der Schismatiker in Konstantinopel die Abberufung des Smaragdus herbeigeführt (589/90).
Nach der Ermordung des Maurikios und der Thronbesteigung des Phokas wurde Smaragdus 603 wieder zum Exarchen ernannt. Nach den Angaben der Quellen ist es nicht unwahrscheinlich, dass er seinen Vorgänger Callinicus zunächst gewaltsam beseitigen musste, da dieser wohl den Usurpator Phokas nicht als Kaiser anerkennen wollte. In den beiden Briefen, die Papst Gregor der Große dem neuen Kaiser schrieb, kommt die Erleichterung des Papstes zum Ausdruck, dass sich die Beziehungen zwischen dem Bischof von Rom und dem Kaiser in Konstantinopel verbesserten. Denn die Spannung mit Maurikios muss zuvor schon sehr weit gediehen sein, da in dessen letzten Jahren wohl nicht einmal ein päpstlicher Gesandter in Konstantinopel anwesend war.
Im Juli 603 verließ Agilulf Mediolanum (Mailand) und belagerte mit awarischen Hilfstruppen Cremona, das er am 21. August einnahm. Am 13. September fiel Mantua, dessen Garnison er abermals nach Ravenna entließ. Das castrum Vulturina (Valdoria) ergab sich und die Garnison von Brexillus (Brescello) setzte ihre Stadt in Brand und floh. Es entsprach auch den Wünschen des Papstes, dass noch im Jahr 603 ein Waffenstillstand mit den Langobarden geschlossen wurde, wenn auch die Bedingungen für die Römer nicht sehr ehrenvoll waren – obwohl sie infolge eines glücklichen Fanges, den Callinicus gemacht hatte, die Tochter und den Schwiegersohn des Langobardenkönigs Agilulf in Händen hatten. Der neue Exarch von Ravenna, patricius Smaragdus, schloss im September 604 mit den Langobarden einen neunmonatigen Waffenstillstand. Agilulfs Tochter wurde mit ihrem Mann und ihren Kindern freigelassen und ging nach Parma. In der Toscana eroberten die Langobarden nach Ablauf des Waffenstillstandes im April 605 die Städte Balneus Regis (Bagnarea) und Urbs Vetus (Orvieto) bevor Smaragdus im November einen einjährigen Frieden für 12.000 Solidi erkaufte.
Später wurde der Frieden um drei Jahre verlängert (606–609), so dass während der Regierung des Phokas die Waffenruhe in Italien fast nicht unterbrochen wurde. Im Zusammenhang damit steht das Auftreten der Regierung gegen die Schismatiker. Dem schismatischen Patriarchen wurde ein Verdammer der drei Kapitel gegenübergestellt.
Über das Ende von Smaragdus’ Exarchat gibt es keine Nachricht. Die letzte stammt aus dem Jahr 608, als er zu Ehren des Kaisers auf dem Forum Romanum in Rom die sogenannte Phokas-Säule aufstellen ließ. Vielleicht verlor er sein Amt (und sein Leben?) in Zusammenhang mit dem Sturz des Phokas im Jahr 610.